# Ветрен (област Стара Загора)
Вижте пояснителната страница за други населени места с името Ветрен.
Ветрен е село в Южна България. То се намира в община Мъглиж, област Стара Загора.

## География
Селото се намира в източната част на Розова долина, известна също и като Долината на тракийските царе, на 5 км от жп гара Дъбово по линията и 25 км преди Казанлък по пътя за София.
Старото село се е намирало в самото подножие на Стара планина, под местността „Припеците“. Сегашното населено място се простира от Подбалканската ЖП линия към река „Крива“ на запад и в посока Тунджа на юг, като на изток граничи с пътя от Стара Загора към Прохода на републиката. През турско време селото се е намирало в близост до Кулито (водонапорната кула), където и сега все още могат да се намерят останки от керамика.
Средната надморска височина не надвишава 300 метра. Почвите са предимно кафяво-червени, има и чернозем, както и обширни общински мери. От Ветрен нагоре през планинския проход Боаза води асфалтиран тесен път на 8 км в Балкана, до село Сливито, което е обособено като почивна вилна зона. Предлага се и малка база за настаняване на прилични цени и условия. 7 км нагоре е махалата Торбаляците, под местностите Турлата (1015 м) и Камъка (1030 м н.в.).
На близо 3 км южно от селото тече Тунджа, като на места образува големи разливи и езера, подходящи за риболов. Също на 1 км източно от селото е запазена малка част от някогашна вековна кория, дъбова гора, характерна за Розова долина от преди 350 – 400 г, изсечена безмилостно и неопазена през мандата на кмета Кольо желев и приятеля му Васил нейкина.

## История
Факт от събитията през Руско-турската освободителна война е пленяването на първото турско знаме.
На 4 юли (стар стил), 1877 г. разузнавателен отряд от 4-та стрелкова бригада извършва поход от Хаинбоаз в посока Шипка. Точно край с. Ветрен, на 25 км източно от Казанлък, в подножието на Балкана и местността Куйлуша – Първомайската чешма, отрядът попада на турски военен патрул. В завързалата се схватка, в която участие взема и бъдещият княз Александър Батенберг, турците са разбити, а бойното им знаме пада в плен на руснаците. В битката загиват и 8 руски войника, заедно със своя знаменосец редник Никифор Лукоянцев, за което свидетелства и оригиналния надпис на паметната братска могила. Там пише:
4-ой стрелковой бригадьі 8-и: Стрелькам павшим в бою. 4-во юля 1877 года
Имената на останалите седмина загинали руски войници са съхранени в историческия музей в град Бяла, Русенско. Не е известна съдбата на плененото турско знаме.
В памет на това знаменателно събитие и на загиналите руски войници, недалеч от с. Ветрен е издигната първата братска могила. Това е и първият т.н Руски паметник, измежду хилядите подобни, издигнати след Освобождението, в България.
Преди няколко години е учреден Инициативен комитет от селото за възстановяване на порутения паметник. Установен е контакт с представителя на Руското посолство в България г-н Бойчук. С неговото съдействие е възстановен кръстът на паметника, както и оригиналния надпис. Оттогава до днес винаги на 3 март жители на селото се събират на това паметно място, за да отдадат почитта си към загиналите освободители.
Едно от старите известни имена на Ветрен, вероятно от времето на Византийската империя, е Лаханлий. В превод от гръцки би означавало „Зелево“, заради обширните подходящи земни площи за отглеждане на този зеленчук. Византийците са наричали презрително и селския цар Ивайло така – Лахана, което идвало да рече прост като зелка селянин.
В Балкана над Ветрен са разположени 2 важни исторически местности: Калето, което е представлявало укрепен като крепост издаден напред планински хълм. Там, въпреки вандалите и ерозията на времето, все още се виждат останки от крепостни зидове, жилищни и складови постройки, вероятно от времето на Рим, първи век с.н.е. По онова време през долината от изток на запад към днешния язовир Жребчево е минавал типичен за времето си укрепен римски път, наричан от местните Друма. Предполага се, че твърдината Калето над Ветрен е била военен гарнизон, предназначен да пази керваните със стока и животни, минаващи по Друма в посока Константинопол.
Другата важна историческа местност точно под Калето и леко на запад е наричаната от местните местност Куйлуша-там се намира Първомайската чешма. В подножието на този покрит с борове хълм точно под Балкана се е разиграла кървава схватка между казашки отряд от армията на генерал Гурко и турски военен патрул. На това място е пленено първото турско знаме по време на Руско-турската освободителна война. В памет на това знаменателно събитие и в памет на загиналите руски войници, по-долу в средата на чатала, който образуват Ветренската и Дъбовската река, е издигната и първата братска могила. Ветренци я наричат Руския паметник и Инициативен комитет от селото с малка помощ от страна на руското посолство възстанови и поправи надписите и кръста на паметника. От селото до Руския паметник може да се стигне само с проходима техника заради брода през реката.
В по-новата си история Ветрен е известен като общински и образователен център, търговско и производствено средище за земеделска продукция, безалкохолни напитки и боза. Родом от Ветрен е загиналият в борбата против фашизма комунист Мильо Минчев. В нощта на балотажа за местните избори през 2007 г. бронзовия му бюст-паметник е откраднат от центъра на селото. Най-успешното кметско управление на селото е осъществено през мандата на Станьо Михалев през 80-те години на 20 век. Тогава са асфалтирани повечето улици и прекарани телефонните линии. През този период са построени и сградата на кметството, читалищната сграда, младежкия дом, детска ясла, здравния дом на селото и търговски комплекс, предприятие за безалкохолни напитки и цех към машиностроителен завод „Бончо Шанов“ Казанлък.

## Културни и природни забележителности
Римско-тракийската крепост Калето, Руската братска могила (паметник за пленяването на първото турско знаме през Освободителната война 1877 – 1878 г.), Тресковата чешмичка, Баражите до лозята на Денчоолар, местността Кечи кая (надвесена високо над планинския път за с. Сливито скални феномени), нагоре по пътя Мечата дупка, Ири дере, Усойната, река Тунджа, Бояновата колиба високо на самото било на Балкана над Ветрен между Улея и северозападно от поляната на Черкез търла, Ганкената джамийка, Бялата чешма с най-вкусната вода в района, Тръна, Пътника, Горни и Долни Турлашки лозя, поляната на Равнището, сградата на местното читалище, вписана в Българската енциклопедия заради характерната си архитектура. Също така в подножието на Стара планина се намира „Първомайската чешма“, зад която има засадени брези, в памет на загиналите за отбраната на селото.

## Редовни събития
Инициативният комитет за възстановяване на Руския паметник до Ветрен с председател Минчо Михайлов, заедно с местната ловджийска дружина организира всяка година на 3 март възпоменателно честване на битката, при която казашки отряд от дружините на генерал Гурко пленява над Ветрен първото турско знаме в историята на Руско-турската война. Поднасят се венци, цветя и речи, изпълнява се почетен залп с пушки.
Читалищното ръководство организира всяка година Коледарска дружина, която обикаля селото на Бъдни вечер. Участват млади и стари коледари, под ръководството на най-стария коледар Деньо Грозев – Петмеза. Най-малкият коледар е Иван Грозев – внукът на Деньо, който от 8-годишен е коледар. Облечени в народни носии, коледарите изпълняват коледни песни и наричания за здраве, берекет и късмет през Новата година. Традиционно се провежда и празникът Бабинден на 21 януари с участието на местни самодейци и гостуващи музиканти от ансамбъл „Загоре“ Стара Загора. Към читалището има сформиран детско-юношески танцов състав, който през годините е печелил множество грамоти и награди за отлично представяне на фолклорни фестивали.
Читалището организира всяка година обредния обичай Лазаруване на празника на селото – Връбница, както и празничен фолклорен концерт за жителите и гостите на Ветрен. През 2009 г., читалището навършва 120 г., а след пререгистрация, се именува „Народна просвета 1889 г.“.

## Личности
Родени
- Милчо Манолов – преподавател във Варненския икономически институт (ВИНС), понастоящем – Икономически университет – Варна.
- Иван Яхнаджиев – български художник, основател на бодиарта в България.